# Ordinamento normale
Nella teoria quantistica dei campi un prodotto di operatori di creazione e distruzione è in ordine normale (chiamato anche ordine alla Wick), quando nel prodotto tutti gli operatori di creazione sono a sinistra di tutti gli operatori di distruzione. Il processo di inserimento di un prodotto in ordine normale si chiama normale ordinamento (oppure anche processo dell'ordinamento alla Wick).
Il processo di ordinamento normale è particolarmente importante per la meccanica quantistica hamiltoniana. Quando nella quantizzazione di uno stato classico hamiltoniano esiste una certa libertà nella scelta dell'ordine degli operatori queste scelte portano a delle differenze nello stato fondamentale dell'energia.
Il teorema di Wick collega l'ordine normale con l'ordinamento temporale.

## Notazione
Se {\displaystyle {\hat {O}}} indica un arbitrario prodotto di operatori di creazione e/o distruzione (o equivalentemente, campi quantistici), allora la forma normalmente ordinata di {\displaystyle {\hat {O}}} si indica con {\displaystyle {\mathopen {:}}{\hat {O}}{\mathclose {:}}}. Una notazione alternativa è {\displaystyle {\mathcal {N}}({\hat {O}})}.
Si tenga presente che l'ordinamento normale è un concetto che ha senso solo per prodotti di operatori. Tentare di applicare l'ordinamento normale a una somma di operatori è futile perché l'ordinamento normale non è un'operazione lineare.

## Bosoni
I bosoni sono le particelle che obbediscono alla statistica di Bose-Einstein. Si esamini l'ordinamento normale di prodotti di operatori di creazione e distruzione bosonici.

### Bosoni singoli
Con un singolo bosone ci sono due operatori:
- {\displaystyle {\hat {b}}^{\dagger }}: di creazione,
- {\displaystyle {\hat {b}}}: di distruzione.

Questi soddisfano le relazioni di commutazione
{\displaystyle \left[{\hat {b}}^{\dagger },{\hat {b}}^{\dagger }\right]_{-}=0}
{\displaystyle \left[{\hat {b}},{\hat {b}}\right]_{-}=0}
{\displaystyle \left[{\hat {b}},{\hat {b}}^{\dagger }\right]_{-}=1}
dove {\displaystyle \left[A,B\right]_{-}\equiv AB-BA} indica il commutatore. Si può riscrivere l'ultima come: {\displaystyle {\hat {b}}\,{\hat {b}}^{\dagger }={\hat {b}}^{\dagger }\,{\hat {b}}+1.}

#### Esempi
1. Si consideri per primo il caso più semplice. Questo è l'ordinamento normale di {\displaystyle {\hat {b}}^{\dagger }{\hat {b}}}:
{\displaystyle {:\,}{\hat {b}}^{\dagger }\,{\hat {b}}{\,:}={\hat {b}}^{\dagger }\,{\hat {b}}.}
L'espressione {\displaystyle {\hat {b}}^{\dagger }\,{\hat {b}}} non è cambiata perché è già in ordine normale - l'operatore di creazione è già a sinistra di quello di distruzione.
2. Un esempio più interessante è l'ordinamento normale di {\displaystyle {\hat {b}}\,{\hat {b}}^{\dagger }}: 
{\displaystyle {:\,}{\hat {b}}\,{\hat {b}}^{\dagger }{\,:}={\hat {b}}^{\dagger }\,{\hat {b}}.}
Qui sono stati scambiati i termini: {\displaystyle {\hat {b}}^{\dagger }} è a sinistra di {\displaystyle {\hat {b}}}.
Questi due risultati possono essere messi insieme con la relazione di commutazione tra {\displaystyle {\hat {b}}} e {\displaystyle {\hat {b}}^{\dagger }} per ottenere
{\displaystyle {\hat {b}}\,{\hat {b}}^{\dagger }={\hat {b}}^{\dagger }\,{\hat {b}}+1={:\,}{\hat {b}}\,{\hat {b}}^{\dagger }{\,:}\;+1.}
o
{\displaystyle {\hat {b}}\,{\hat {b}}^{\dagger }-{:\,}{\hat {b}}\,{\hat {b}}^{\dagger }{\,:}=1.}
Questa equazione è usata per definire le contrazioni usate nel teorema di Wick.